# H.E.R.O.
H.E.R.O. ist ein Computerspiel der US-amerikanischen Spielefirma Activision und wurde im Jahre 1984 veröffentlicht. Das Spiel wurde von John van Ryzin erdacht und von ihm für den Atari 2600 programmiert.
Ziel des Spieles ist es, mit der Spielfigur, die einen Hubschrauber-Rucksack besitzt, in die Tiefen einer unterirdischen Höhle zu fliegen, um dort verschollene Bergarbeiter zu retten. Auf dem Weg dorthin muss sie sich Spinnen, Schlangen und sonstiger Feinde erwehren.
Die Abkürzung H.E.R.O. steht für Helicopter Emergency Rescue Operation.

## Handlung
Der Spieler übernimmt die Rolle von Roderick Hero (manchmal auch „R. Hero“, eine Anspielung auf „unser Held“ im Englischen), einem Ein-Mann-Rettungsteam. Der Auftrag: Bergleute sind in einem Berg eingeschlossen und Roderick muss sie nun retten.

## Spielprinzip und Technik
Der Spieler besitzt einen Rucksack, mit dem er wie ein Hubschrauber fliegen kann. Weiter hat Roderick einen Helm-Laser und eine begrenzte Menge an Dynamit bei sich. Jede Ebene im Bergwerk besteht aus einem Labyrinth von Schächten, durch das sich Roderick sicher navigieren muss, um die Bergarbeiter am Ende des jeweiligen Labyrinths zu erreichen. Der Rucksack verfügt über eine begrenzte Menge an Energie, sodass der Spieler den Bergmann erreichen muss, bevor die Stromversorgung erschöpft ist.
Eine Reihe von Hindernissen stehen zwischen Roderick und den Bergleuten. Einige Schächte sind durch Einstürze blockiert. Roderick benötigt das Dynamit, um die Hindernisse zu sprengen. Dabei darf aber Roderick nicht zu nahe am Sprengstoff stehen, damit er nicht selbst explodiert. Der Helm-Laser kann auch Einstürze wegsprengen, jedoch braucht er für die Zerstörung mit dem Laser viel länger als mit dem Dynamit. Einige Abschnitte werden durch Laternen beleuchtet. Wenn die Laterne zerstört oder berührt wird, erlischt das Licht und man kann die Umgebung der Höhle nicht sehen. Explodierendes Dynamit erleuchtet die Mine für eine sehr kurze Zeit. Die Schächte werden durch Spinnen, Fledermäuse und andere unbekannte Kreaturen, die tödlich bei Berührung sind, besiedelt. Die Kreaturen können mithilfe des Lasers zerstört werden oder sie werden zerstört, wenn sie in der Nähe des explodierenden Dynamits stehen. In späteren Levels muss der Spieler Magmaflüsse und unterirdische Flüsse überwinden.
Der Spieler sammelt Punkte für jeden Level, den er erfolgreich abschließen kann und für jede Kreatur, die er zerstört. Wenn der Spieler den Bergmann erreicht, werden Punkte zur Rettung vergeben, zusammen mit der Menge an Restladung, die sich im Rucksack noch befindet. Weiterhin erhält er Punkte für die restlichen Stangen Dynamit. Extraleben erhält der Spieler alle 20.000 Punkte.

## Entwicklungs- und Veröffentlichungsgeschichte
Kurz nachdem das Spiel auf dem Atari 2600 veröffentlicht worden war, portierte Activision H.E.R.O. auf etliche andere Spielkonsolen, die zu der Zeit den Markt beherrschten. Dazu gehörten auch die Konsolen Atari 5200 und ColecoVision. H.E.R.O. wurde auch auf Heimcomputer portiert: Apple II, Atari-8-Bit Rechner, Commodore 64, MSX und ZX Spectrum. Sega reproduzierte das Spiel 1985 für die SG-1000-Konsole in Japan.
2010 wurde H.E.R.O. auch als Teil der Spielekompilation Activision Anthology für neuere Spielekonsolen wiederveröffentlicht. Im Juni 2010 wurde die Atari-2600-Version von H.E.R.O. in Microsoft’s Game Room Service für die Xbox 360 neu herausgebracht.
Im Januar 2024 veröffentlichte ein Indie-Entwickler unter dem Titel Ami-H.E.R.O. ein Spiel für den Commodore Amiga, zu dessen Entwicklung in H:E:R:O inspiriert hat.